# Vino di riso

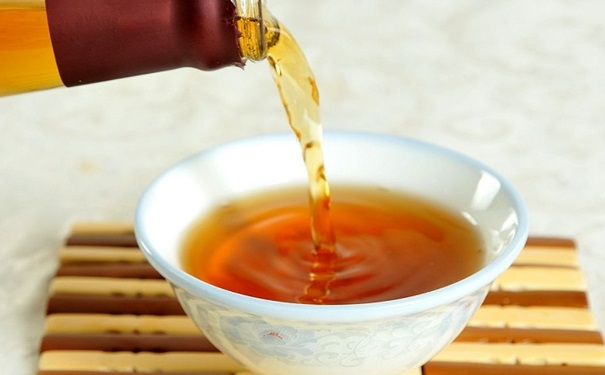

Il vino di riso è una bevanda alcolica ricavata dalla saccarificazione e dalla fermentazione del riso glutinoso.
Viene chiamato "xaj-pani" in Assam, una delle aree dove è presente un'importante produzione di vino di riso. Presenta una colorazione ambrata, ha un sapore che può essere dolce o secco, ha un'alta gradazione alcolica che si aggira fra i 15 e i 20 gradi e può essere consumato caldo o freddo.
Il vino di riso è diffuso in molti paesi asiatici fra cui la Cina (mijiu, mi-gio), il Giappone (sakè),, le Filippine (tapuy), la Corea (dove viene chiamato makgeolli), il Bhutan, il Nepal, la Thailandia  e l'Indonesia. La bevanda viene anche usata per insaporire gli alimenti e da essa si possono ricavare altri prodotti, fra cui l'aceto di vino di riso giapponese.